# Victims of Communism Memorial Foundation
Victims of Communism Memorial Foundation (VOC) je nezisková antikomunistická organizace ve Spojených státech, která byla v roce 1993 jednomyslně schválena Kongresem za účelem "vzdělávání Američanů o ideologii, historii a odkazu komunismu".
Organizace se zasloužila o vybudování Památníku obětem komunismu ve Washingtonu, D. C. Je členem Platformy evropské paměti a svědomí Evropské unie (Platform of European Memory and Conscience).

## Historie
V roce 1991 republikánský senátor Steve Symms a kongresman Dana Rohrabacher předložili v Kongresu Spojených států amerických souběžné rezoluce, které vyzývaly k vybudování "mezinárodního památníku obětem komunismu na vhodném místě na území Washington, D.C. a ke jmenování komise, která by dohlížela na návrh, výstavbu a všechny další podrobnosti týkající se památníku".
V roce 1993 Rohrabacher a jeho republikánský kolega senátor Jesse Helms předložili pozměňovací návrhy k zákonu FRIENDSHIP Act of 1993 mezi USA a bývalým Sovětským svazem, který takovou výstavbu umožnil a byl jednomyslně schválen Kongresem jako zákon č. 103-199. Kongresman Rohrabacher řekl, že účelem památníku je "zajistit, aby historie nebagatelizovala zlou povahu této ideologie a hrozbu, kterou představovala pro lidi 20. století". 17. prosince 1993 zákon podepsal demokratický prezident Bill Clinton. Zmínil "smrt více než 100 000 000 obětí v bezprecedentním imperiálním holocaustu" a rozhodl, že "oběti těchto obětí by měly být trvale připomínány, aby národy a lidé již nikdy nedovolili tak zlé tyranii terorizovat svět". Podle Nadace bylo v komunistickém režimu Sovětského svazu zabito až 20 000 000 lidí, v Číně 60 000 000, ve Vietnamu 850 000. K nejtěžším zločinům sovětské moci také patří, že Vladimir Lenin vyvraždil statisíce kozáků a jeho nástupce Josif Stalin nechal vyhladovět šest milionů Ukrajinců.
K zakládajícím členům VOC patřili Lev E. Dobriansky, předseda Captive Nations Committee, Grover Norquist, prezident organizace Američané za daňovou reformu, který byl rovněž poradcem předsedy parlamentu Newta Gingriche, a Zbigniew Brzezinski, poradce prezidenta Jimmyho Cartera pro národní bezpečnost. Památník obětem komunismu byl plánován jako muzeum v sousedství jiných washingtonských památníků, jako je například Muzeum holocaustu Spojených států a Památník vietnamských veteránů. Zbigniew Brzezinski prohlásil: "Jsem mu nakloněn ze stejného důvodu jako Muzeu holocaustu." "Ve jménu utopistů a z rasových důvodů byly spáchány strašlivé zločiny. Nyní má být postaveno další muzeum jako připomínka obětí definovaných třídou." Lev Dobriansky řekl: ... "v důsledku bolševické ideologie bylo povražděno, umučeno nebo zahynulo více než 100 milionů lidí". Podle D. Rohrabachera: "Došlo k velké revizi historie, miliony mrtvých byly vymazány z obrazu." "Dnešní děti ani nechápou, že existuje Berlínská zeď. Ačkoli nepochybuji o tom, že mezi komunismem a nacismem existuje morální ekvivalent, dokážu si představit, že dojde k určitým kontroverzím."
Zákon stanovil, že na "zřízení" památníku nelze vynaložit "žádné federální prostředky". Organizátoři se museli spoléhat na nevládní finanční podporu od jednotlivců, nadací a korporací, ačkoli zákon nezakazuje hledat finanční prostředky v zahraničí. Podle hlavy IX § 905 zákona č. 103-199 měla být zřízena nezávislá organizace, která by vybudovala, udržovala a provozovala Památník obětem komunismu ve Washingtonu, D.C., měla shromažďovat příspěvky na zřízení památníku a podporovat účast všech národů, které trpěly pod komunistickými režimy."
Následující roky byly ve znamení tvrdé práce plné vzestupů a pádů při získávání povolení a přípravě plánů. Původně bylo v plánu získat na stavbu památníku 100 milionům obětí komunismu sumu 100 milionů dolarů a postavit budovu muzea. Tento cíl se střetl s realitou, když do jara 1999 nadace získala méně než půl milionu dolarů. Plány na vybudování muzea z cihel a malty musely být odloženy a nadace se omezila na výstavbu památníku za 1 milion dolarů, které nadace získala ze soukromých zdrojů. Pozemek darovala Správa národních parků.

## Programy

### Památník obětem komunismu
V listopadu 2005 Národní plánovací komise hlavního města schválila návrh památníku. Po získání více než 825 000 USD na přípravu výstavby a údržbu se 27. září 2006 uskutečnilo slavnostní položení základního kamene[9].
Sochař Thomas Marsh vytvořil třímetrovou bronzovou repliku sochy Bohyně demokracie, kterou původně vytvořili technikou papírmaše čínští studenti hájící demokracii před masakrem na náměstí Nebeského klidu v roce 1989. Podle Edwardse existují verze sochy ve Francii, Anglii, Kanadě, Nigérii a na Tchaj-wanu a miniaturní verze se udělují vítězům výročních cen National Endowment for Democracy.
Nadace dokončila stavbu Památníku obětem komunismu v roce 2007 na North Capitol St., při křížení Massachusetts Av. and New Jersey Av. a na dohled od Kapitolu. Odhalil ho republikánský prezident George W. Bush, který v projevu zmínil miliony mrtvých během čínské Kulturní revoluce. Komunistická Čína následně obvinila Washington ze studenoválečnického myšlení a provokování ideologické konfrontace.
Památník byl odhalen symbolicky 12. června 2007, v den 20. výročí projevu republikánského prezidenta Ronalda Reagana "Strhněte tuto zeď" v Berlíně. Odhalení sochy ve Washingtonu, D.C. si vysloužilo pozornost mezinárodního tisku. Na zadní straně podstavce je nápis: "Za svobodu a nezávislost všech porobených národů a národností." Od Památníku lze spatřit Sochu svobody na vrcholu kopule Kapitolu. Památník ve Washingtonu se i přes jeho skromnost, která kontrastuje s památníky obětí komunismu v jiných zemích, stal poutním místem.

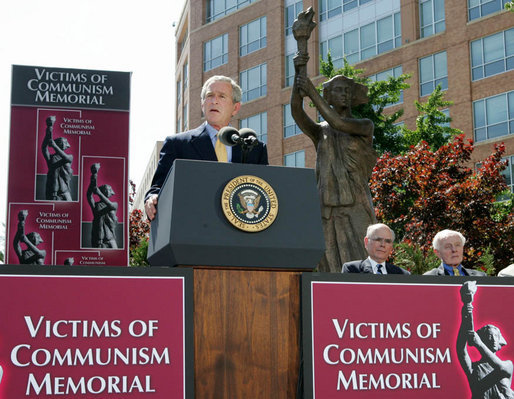
Prezident Bush odhaluje Victims of Communism Memorial
Victims of Communism Memorial, North Capitol St., NW, Washington, D.C
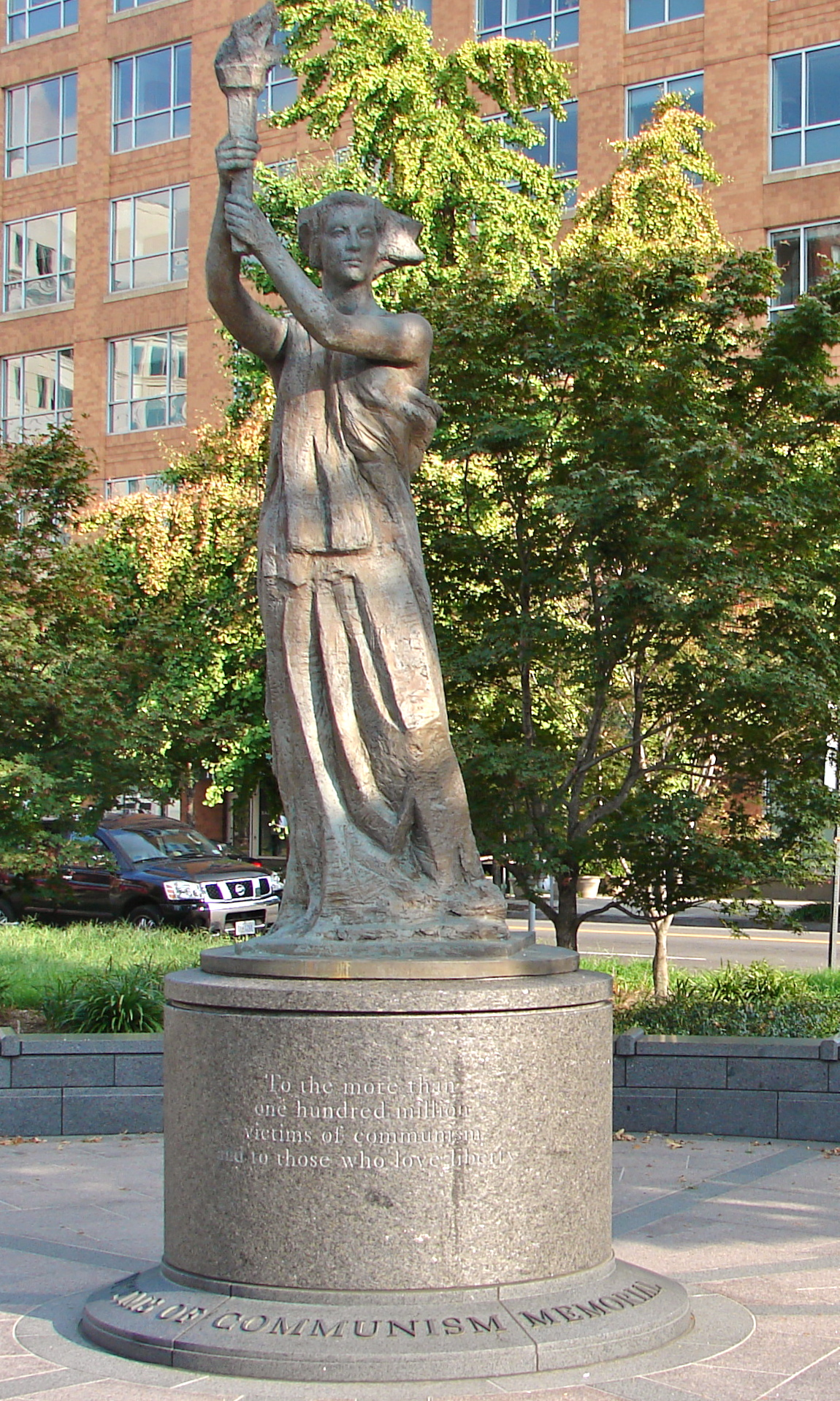
Socha Bohyně demokracie
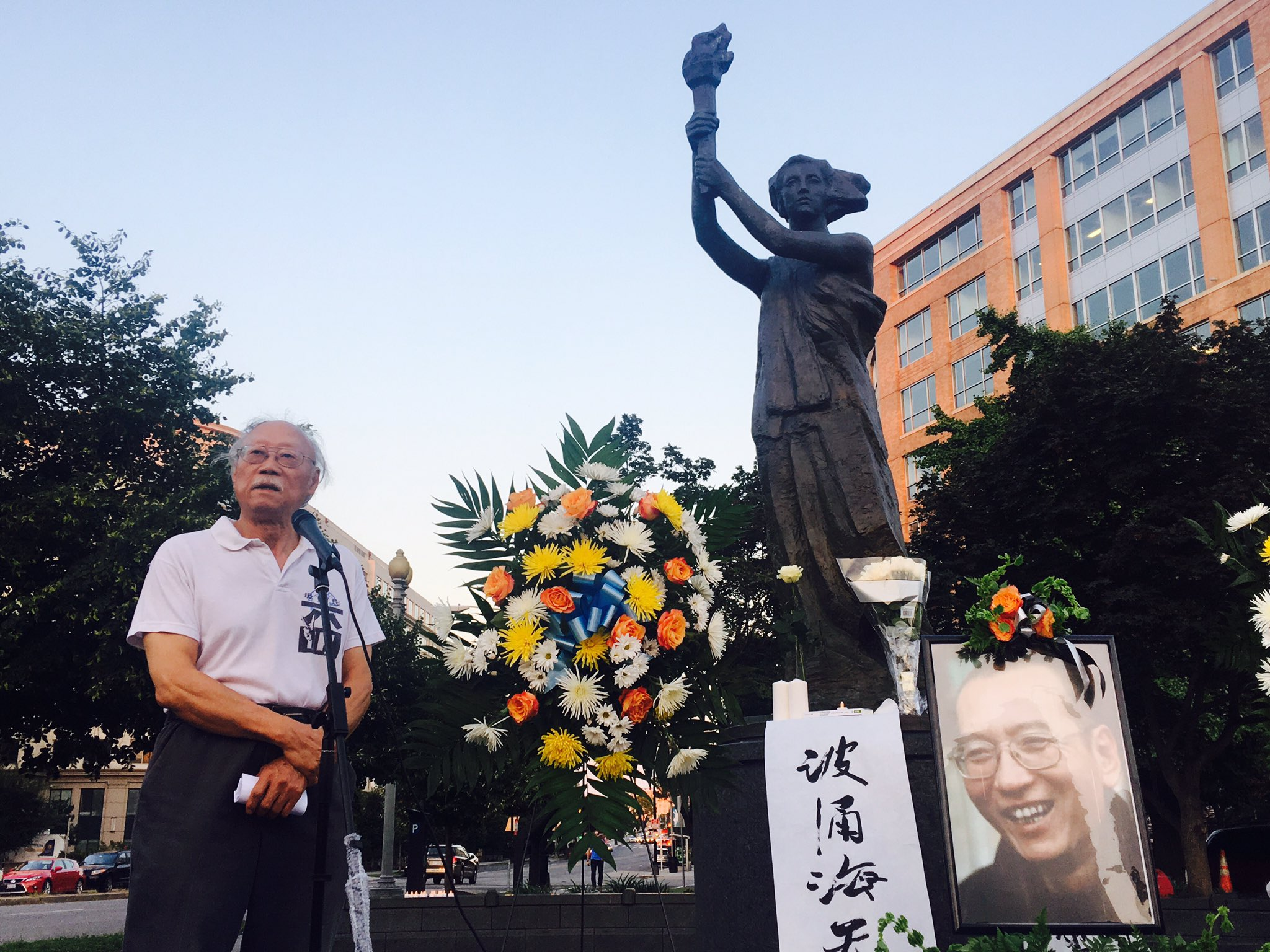
Zheng Yi připomíná u Památníku úmrtí Liou Siao-po, čínského disidenta a nositele Nobelovy ceny za mír

### Muzeum
Nadace i nadále usiluje o vybudování budovy muzea ve Washingtonu, D.C. a jako jedna z možností se jevila adaptace blízké opuštěné školy. Počátkem roku 2014 převzal místo výkonného ředitele nadace Marion Smith, který komentuje politiku ve vztahu ke komunistickým diktaturám a potlačování demokracie. "Je to snad jedna z největších lží, které dnes v naší kultuře existují, že nejvražednější ideologie v dějinách není nějak zodpovědná za režimy, které uvedla v život, a za smrt, kterou způsobila," říká Marion Smith, "Ideje mají své důsledky a nikdy neexistoval komunistický režim, jehož cílem by nebylo nakonec zabíjení vlastních lidí."
Kromě toho věnuje energii plánování muzea, které by mělo mít 55 000 čtverečních stop výstavních prostor v blízkosti National Mall, sál pro promítání filmů a rezidenční pobyty pro vědce, kteří se věnují výzkumu a psaní o odkazu komunismu. Muzeum by mělo být podpořeno nadačním fondem, který bude platit provoz po neomezenou dobu.

### Truman-Reaganova medaile svobody
Nadace každoročně uděluje Trumanovu-Reaganovu medaili svobody na akci, která je určena odpůrcům komunismu a slouží k získávání finančních prostředků na výstavbu muzea. Mezi nositele patří Myroslav Marynovyč, Chen Guangcheng, Tom Lantos, papež Jan Pavel II., Václav Havel, Yang Jianli, Thadeus Nguyễn Văn Lý, Jelena Bonnerová, William F. Buckley Jr., sovětolog Richard Pipes, Guillermo Fariñas, Lane Kirkland, Armando Valladares, János Horváth, Lech Wałęsa, Anna Walentynowiczová, National Endowment for Democracy a Henry M. Jackson.

### Projekty
V roce 2015 Nadace vydala biografickou sérii videí nazvanou Witness Project, která obsahuje rozhovory s pamětníky komunismu. Mezi další projekty patří celostátní semináře pro středoškolské učitele a pro vysokoškolské koleje. Podle programu, který Nadace zveřejnila:
"Bolševickou revolucí začalo století, v němž se stoupenci komunistické ideologie dopouštěli nejhorších a nejrozsáhlejších zvěrstev v dějinách. Od hladomorů, čistek a gulagů v sovětském Rusku po Maův Velký skok vpřed a vražedná pole Rudých Khmerů – od masakru na náměstí Nebeského klidu v roce 1989 po vraždu Osvalda Payá Castrovým režimem v roce 2012 – komunistické režimy v rámci své politiky zabily více než 100 milionů vlastních lidí. Pětina světové populace stále žije v komunistických režimech jedné strany v Číně, na Kubě, v Laosu, Severní Koreji a Vietnamu. Je ostudné, že svobodný svět nikdy nepožadoval morální zúčtování za zločiny komunistických režimů. V tomto světle pracujeme na naplnění potřeby pravdy, spravedlnosti a paměti."
V roce 2016 nadace zveřejnila seznam 51 vězňů svědomí na Kubě těsně před setkáním demokratického prezidenta Baracka Obamy s kubánským vůdcem Raúlem Castrem, v roce 2020 organizace vydala zprávu upozorňující na odebírání orgánů praktikujícím Falun Gongu a Ujgurům v Číně.

### Lobbing
Nadace se postavila proti Zákonu o vyjasnění jurisdikční imunity v rámci zahraniční kulturní výměny (Foreign Cultural Exchange Jurisdictional Immunity Clarification Act) s odůvodněním, že by chránil nezákonně získaná umělecká díla v držení ruských muzeí.

## Lidé
Výkonným ředitelem (CEO) a Prezidentem Nadace byl od roku 2014 až do své rezignace roku 2021 Marion Smith, odborník na mezinárodní záležitosti, viceprezidentkou Dr. Elizabeth Edwards Spalding. Předsedou Rady VOC je Edwin Feulner, zakladatel a bývalý prezident amerického konzervativního think tanku The Heritage Foundation. Jejím emeritním předsedou a spoluzakladatelem je vědec Lee Edwards, zakládající člen organizace Young Americans for Freedom a významný pracovník amerického konzervativního think tanku The Heritage Foundation. Národní poradní radu tvoří Dennis DeConcini, Paul Hollander, John K. Singlaub, John Earl Haynes a George Weigel. Mezi bývalé nebo zemřelé členy patří Robert Conquest, Richard Pipes, Rudolph Rummel a Jack Kemp. Čestným předsedou Nadace je bývalý prezident George Bush starší.
V mezinárodní poradní radě jsou Adrian Zenz, Sali Beriša, Vladimir Bukovskij, Emil Constantinescu, Mart Laar, Vytautas Landsbergis, Guntis Ulmanis, kubánský politický vězeň Armando Valladares a Lech Wałęsa. Mezi bývalé členy patří Jelena Bonnerová, Brian Crozier, Árpád Göncz a Václav Havel.
Čestným prezidentem nadace byl od června 2003 do své smrti v dubnu 2020 Jay K. Katzen. 30. března 2021 byl jmenován prezidentem a generálním ředitelem VOC Andrew Bremberg, bývalý vedoucí oddělení federálně financovaného neziskového dodavatele obranného výzkumu MITRE a bývalý ředitel Rady pro domácí politiku amerického prezidenta Donalda Trumpa.

## Kontroverze
Zdrojem odhadu 100 milionů obětí komunismu je úvod k Černé knize komunismu od Stéphana Courtoise, která sklidila pochvalu, ale i kritiku historiků. Jako kritička vystupuje např. levicová feministická revizionistka Kristen Ghodsee, která se domnívá, že miliony lidí ve Východní Evropě trpí nostalgií po komunismu a odmítá princip morální ekvivalence mezi nacistickým holokaustem (rasová vražda) a oběťmi komunismu (třídní vražda).